# University College London
University College London (UCL), är ett världsledande universitet i London, som tillsammans med flera andra college i London utgör University of London. UCL är en av världens mest prestigefulla skolor, vilket reflekteras i många internationella rankningar. QS World University Rankings placerade UCL som det 4:e bästa universitet i världen år 2012/13 samt 2013/14. Samma lista rankade UCL som det 7:e bästa universitetet i världen (samt det 3:e bästa i Europa) år 2015/16.
Skolan är medlem i den så kallade Russell-gruppen och tillhör den "gyllene triangeln" (London, Oxford och Cambridge), en grupp 'super-elit'-universitet, tillsammans med Imperial College London, Oxfords universitet, Cambridges universitet, King's College London och London School of Economics (LSE).
UCL grundades 1826 och är Englands tredje äldsta universitetet, efter Oxford och Cambridge. Universitetet var till skillnad från Oxford och Cambridge inte bundet till kyrkan och var även först med att anta studenter oberoende av ras, religion, klass och kön. Filosofen Jeremy Bentham är ofta sedd som den spirituella grundaren till skolan då många av hans idéer kring utbildning och samhälle inspirerade skolans de facto grundare, och det faktum att han donerade sin kropp till skolan vid hans död och kan ses av allmänheten i en av universitetsbyggnaderna.

## Internationella rankningslistor
UCL anses vara en av världens mest prestigefulla skolor. År 2012/13 samt 2013/14 rankades UCL som det 4:e bästa universitetet i världen enligt QS World University Rankings. Samma lista placerade UCL som det 7:e bästa universitetet i världen, samt det 3:e bästa i Europa år 2015/16. Enligt Times Higher Education World University Rankings (2015/16) placerades UCL som det 14:e bästa universitetet i världen samt det 5:e bästa i Europa. Academic Ranking of World Universities 2015/16 rankade skolan på 18:e plats i världen samt på 3:e plats i Europa.
University College London är känt bland annat för sin läkarutbildning och sin medicinska forskning, då University College London Hospital är Europas största biomedicinska forskningsanläggning. 28 akademiker hos UCL har tilldelats Nobelpriset och tre har tilldelats Fieldsmedaljen.                            
Huvuddelen av universitetet är beläget i Bloomsbury i centrala London, vid Gower Street. Närmaste tunnelbanestation är Euston, Euston Square och Warren Street. Ett stenkast ifrån UCL:s campus ligger systeruniversitet School of Oriental and African Studies (SOAS), samt British Library och British Museum. UCL innefattar även ett antal museer, däribland Petrie-museet för egyptologi och arkeologi, som är en av världens största samlingar av egyptiska och sudanesiska artefakter.

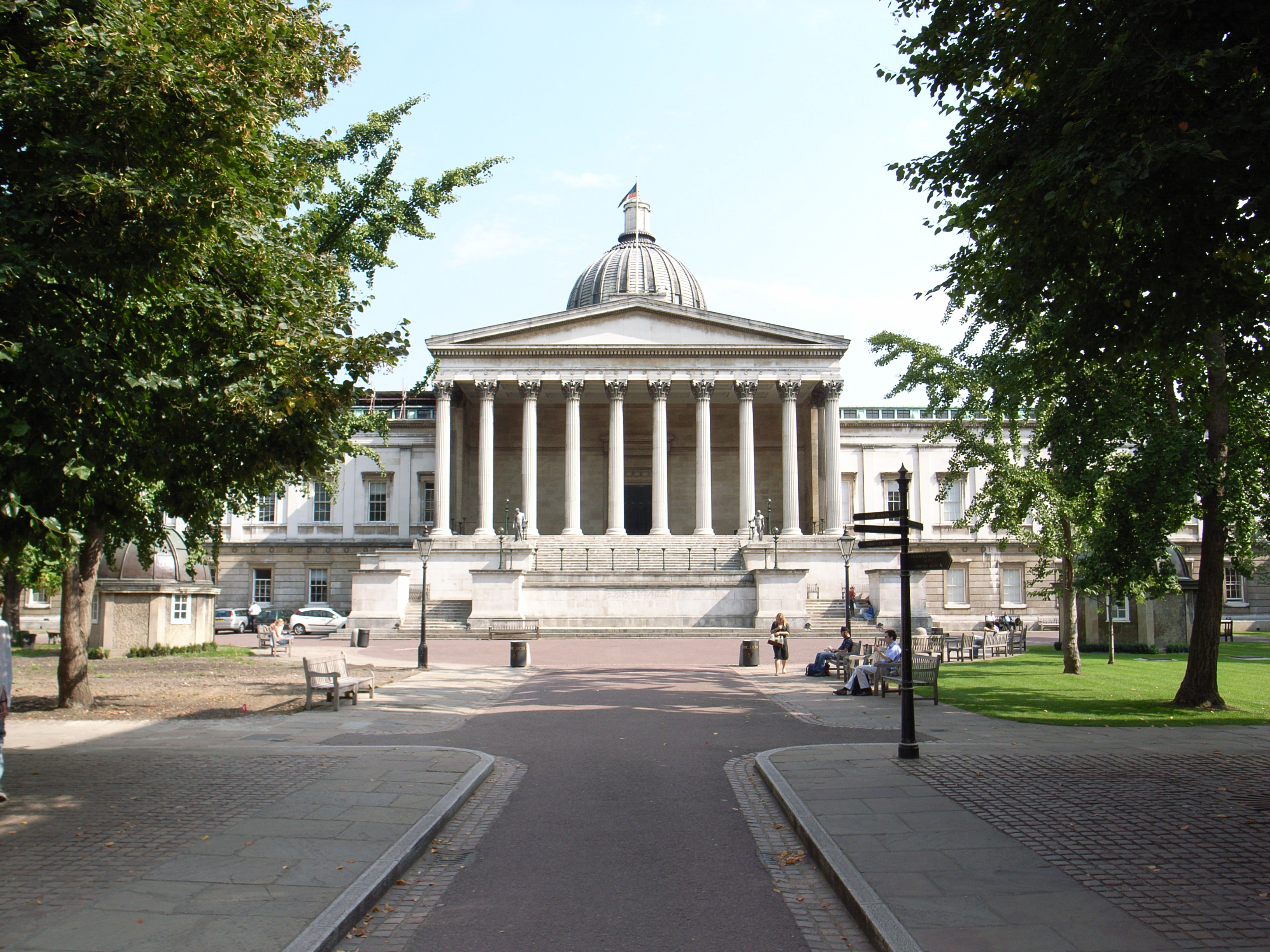

Bland UCL:s alumner räknas landsfäderna till India, Kenya och Mauritius, telefonens uppfinnare och en av forskarna bakom upptäckten av DNA:s struktur, men även komikern Ricky Gervais, regissören Christopher Nolan och alla medlemmar i bandet Coldplay är alla UCL-alumner. Alla fem naturligt existerande ädelgaser upptäcktes vid UCL av William Ramsay.